# Amicia de Montfort
Amicia de Montfort († 20. Februar 1252) war eine französische Klostergründerin des 13. Jahrhunderts. Sie war eine Tochter von Simon IV. de Montfort und dessen Ehefrau, Alix de Montmorency. 
Sie war verheiratet mit Gaucher de Joigny († vor 1237, Haus Joigny), Sire von Châteaurenard, mit dem sie zwei Kinder hatte:
- Petronille († 1289), 1. ⚭ mit Pierre de Courtenay († 1250); 2. ⚭ mit Henri II. de Sully († 1269)
- Gaucher († vor 1249), Mönch

Amicias Vater war der Anführer des Albigenserkreuzzuges und knüpfte in dessen Verlauf enge Kontakte zu Domingo de Guzmán und dessen neu gegründeten Dominikanerorden. Amicia behielt diese Verbindung bei. Angeblich hatte sie geäußert, wenn sie schon als Frau dem Orden nicht als Predigerbruder dienen könne, so möchte sie das als Schwester tun. Nach dem Tod ihres Mannes gründete sie bei Montargis für den Dominikanerorden ein Kloster für 50 Frauen, dem sie als erste Äbtissin vorstand. Sie betrieb dabei eine Verfassungsangleichung ihrer Schwesternschaft an die von Raimund von Peñafort festgelegte Ordenskonstitution. Allerdings verweigerte ihr der Ordensmeister Johannes von Wildeshausen die Inkorporation des Klosters in den Orden. Amicia wandte sich deshalb 1245 an den in Lyon weilenden Papst Innozenz IV., der in einer Bulle vom 8. April 1245 die rechtliche Inkorporation des Klosters in den Orden verfügte. Dadurch brach Amicia eine Lanze für dominikanische Frauenkonvente im Allgemeinen, die in der Folgezeit vom Orden anerkannt und in seine Reihen aufgenommen wurden.

## Anmerkung
1. ↑  Cronica posterior: Ipsa quoque, sicut dixit, quia homo non erat, nec poterat esse frater, vel saltem soror fieret, fecit dorum sororum de Montargis et bene dotavit. ediert von Raymond Creytens: „Les Constitutions primitives des Soeurs dominicaines de Montargis (1250).“ In: Archivum Fratrum Praedicatorum 17 (1947), S. 44

| Personendaten    | Personendaten                        |
| ---------------- | ------------------------------------ |
| NAME             | Amicia de Montfort                   |
| KURZBESCHREIBUNG | Äbtissin von Montargis               |
| GEBURTSDATUM     | 12. Jahrhundert oder 13. Jahrhundert |
| STERBEDATUM      | 20. Februar 1252                     |
| STERBEORT        | Montargis                            |